# Plaza Chacabuco (métro de Santiago)
Plaza Chacabuco est une station de la ligne 3 du métro de Santiago au Chili, située dans la commune d'Independencia. Elle est établie sous la place de Chacabuco.

## Situation sur le réseau
La station se situe entre Conchalí au nord-ouest, en direction de Los Libertadores, et Hospitales au sud-est, en direction de Fernando Castillo Velasco.

## Histoire
La station est ouverte le 22 janvier 2019, lors de la mise en service de la ligne 3.

## Services aux voyageurs

### Accès et accueil
La station comprend un unique accès équipé d'un ascenseur.

## À proximité
- L'hippodrome du Chili
- stade Santa Laura